# Graditelji gomil
Graditelji gomil (Mound Builders) je izraz, ki označuje kamenodobna indijanska ljudstva iz vzhodnih predelov Severne Amerike, ki so od 1000 pr. n. št. naprej ustvarila štiri večje arheološke kulture  :
- Adensko kulturo (1000 pr. n. št.-200 pr.n.š) ob reki Ohio, kjer so 500 pr. n. št. pričeli graditi prve gomile[3]

- Hopewellsko kulturo (300 pr. n. št.-600 n.š.) južno od Velikih jezer, kjer so že zrasli večji gomilni spomeniki

- Kulturo gomilnih upodobitev (350-1300 n.š.) na območju zahodnega Wisconsina, jugozahodne Minnesote in severovzhodne Iowe, ki je bila skoraj izključno lovsko-nabiralska, in ki je izdelovala gomile v obliki podob

- Misisipijsko kulturo (700.- 1700 n.š.) v porečju reke Mississipi od Kulture gomilnih upodobitev do Mehiškega zaliva, ki je prešla na gradnjo piramidnih gomil, in v kateri je zraslo veliko središče, ki ga danes imenujemo Cahokia

Skupne značilnosti kultur Graditeljev gomil so razvoj iz kulturnega območja Gozdnega obdobja,  kamenodobna tehnologija, gradnja manjših in velikih gomil, kar je zahtevalo organiziranje javnih del, rodovno-plemenska ureditev s hkratno socialno razslojenostjo ter uporaba posebnega tobaka, ki je imel skoraj halucinogene učinke.  Kulture Graditeljev gomil so nastale na območju toplih in vlažnih gozdov na vzhodu Severne Amerike, zaradi česar je kmetijstvo prodiralo počasneje, šele pod vplivi iz srednjeameriškega območja. Najprej so gojili buče in melone, kasneje pa tudi koruzo, sončnice in fižol. Adenska kultura je bila še skoraj popolnoma lovska, v Misisipijski pa je prevladovalo skromno motično poljedelstvo .
Graditelji gomil, predvsem Hopewellska kultura in Misisipijska kultura,  so bile najverjetneje utemljene na polietnični podlagi. Preučevanje etnogenez v teh kulturah je zaradi skopih podatkov skoraj nemogoče. Vzhodno in jugovzhodno od Velikih jezer so tedaj bivali govorci Makro-Sioux skupine, kamor spadata irokeška in siouška jezikovna družina . O Adenski kulturi lahko rečemo le to, da zelo verjetno ni pripadala irokeški jezikovni družini . V Hopewellski in Misisipijski kulturi so med drugimi bivali predniki Siouxev  , vsaj v Misisipijski pa tudi predniki Muskokov in Natchezov.  